# IBM Q System One
IBM Q System One є першим у світі заснованим на квантових схемах комерційним комерційним квантовим комп'ютером у світі, представленим IBM у січні 2019 року. IBM Q System One — це 20 — кубітний комп'ютер. Використовуються трансмонні кубіти.
Ця інтегрована квантова обчислювальна система розміщена в герметичному скляному кубі 9x9x9 футів, в якому належним чином підтримуються параметри середовища. Вперше система була протестована влітку 2018 року протягом двох тижнів у Мілані, Італія .
IBM Q System One був розроблений IBM Research за сприяння Map Project Office та Universal Design Studio. CERN, ExxonMobil, Fermilab, Аргонська національна лабораторія та Національна лабораторія ім. Лоуренса в Берклі — серед клієнтів, зареєстрованих для доступу до комп'ютера у хмарі.
6 квітня 2019 р. Музей науки Бостона представив нову тимчасову виставку з копією IBM Q System One. Він був виставлений до 31 травня 2019 року.